# Plattenberg
Il Plattenberg (3 041 m s.l.m.) è una montagna della Catena Medel-Terri nelle Alpi dell'Adula.

## Descrizione
Si trova in Svizzera tra il Canton Ticino ed il Canton Grigioni. La montagna si colloca tra il Pizzo di Cassimoi (a sud) ed il Piz Terri (a nord). Ad ovest del monte si trova la diga del Luzzone.

## Salita alla vetta
Si può salire sulla vetta partendo dalla diga del Luzzone in alta val di Blenio.